# Jungle Records
Jungle Records ist ein britisches Independent-Label, das 1982 gegründet wurde und sich auf Punk-Rock, Post-Punk, Gothic und Alternative Music spezialisiert hat.
Von 1982 bis 1986 waren Jungle Records auch als Plattenverkäufer tätig und bei The Cartel eingetragen. Dadurch hatten sie die Exklusivrechte dazu, nicht nur die Platten des Cartels, sondern auch andere Indie-Platten von Our Price Records, wie Depeche Mode, New Order und The Smiths zu verkaufen.
Das Label nahm Alben von Johnny Thunders wie Copy Cats (mit Patti Palladin) und Que Sera Sera auf und verwaltet die Johnny Thunders & The Heartbreakers Tape Library, inklusive des L.A.M.F. Albums.
Sie entdeckten und veröffentlichten die ersten Aufnahmen von Mercury Rev: Yerself Is Steam und Car Wash Hair, sowie die ersten Aufnahmen von Fields of the Nephilim: Burning The Fields.
Jungle Records sind die Lizenzgeber des französischen Labels Skydog Records, inklusive Iggy & the Stooges' "Metallic KO", weiterer Veröffentlichungen von Iggy Pop und Alben von Flamin’ Groovies, MC5, Kim Fowley, New York Dolls und weiteren.
Außerdem brachten sie weitere Aufnahmen heraus, unter anderem von Alternative TV, Sid Vicious, Sky Saxon, The Seeds, The Newtown Neurotics, Jimi Hendrix, Play Dead, The March Violets, UK Subs, King Kurt, The Adicts, Broken Bones, Sigue Sigue Sputnik, A Popular History of Signs, Test Dept, Nina Simone, Family Fodder, Christian Death, The Eden House, Specimen, The Slits, Wendy James, Tyla Gang, Wasted Youth, Cuddly Toys, London Cowboys, Ducks Deluxe, ex-Spacemen 3 Sterling Roswell, ex-Dr. Feelgood guitarist & songwriter Wilko Johnson, NFD, Walter Lure's The Waldos, The Hillbilly Moon Explosion und vielen mehr.
Mit dem Sub-Label Goldtop Records in Kollaboration mit Goldtop Studio veröffentlichten sie Alben von Geraint Watkins, Martin Belmont, Boyd & Wain und Hillbilly Moon Explosion.
Andere Label, die Jungle Records eignet oder verwaltet sind Fall Out Records, Ministry Of Power, Fresh Records, Red Records, Mint Films und Middle Earth.
Außerdem sind sie als Jungle Music Musikverleger und veröffentlichen über ein Viertel ihres Musikverzeichnisses. Als Verlag verlegten sie 1987 Johnny Thunders... In Cold Blood von Nina Antonia. 2014 koproduzierten sie einen Film, Looking For Johnny: The Legend off Johnny Thunders, mit Danny Garcia als Regisseur.